# Yūta Wakimoto
Yūta Wakimoto (jap. 脇本 雄太, Wakimoto Yūta; * 21. März 1989 in Fukui, Präfektur Fukui) ist ein japanischer Bahnradsportler, der auf Kurzzeitdisziplinen spezialisiert ist.

## Sportliche Laufbahn
2014 wurde Yuta Wakimoto Asienmeister im Keirin, im 1000-Meter-Zeitfahren errang er Silber. In dieser Disziplin wurde er 2014 auch nationaler Meister und belegte bei den Asienspielen Platz fünf im Keirin.
Ebenfalls im Keirin wurde Wakimoto beim Bahnrad-Weltcup 2015/16 Zweiter in der Gesamtwertung; bei den Bahnradsport-Weltmeisterschaften 2016 in London belegte er Rang fünf. Im selben Jahr wurde er zum Start in dieser Disziplin bei den Olympischen Spielen in Rio de Janeiro nominiert, wo er Platz 13 belegte.
2017, 2019 und 2020 wurde Wakimoto weitere Male Asienmeister im Keirin. Bei den Bahnradsport-Weltmeisterschaften 2020 in Berlin errang er die Silbermedaille in dieser Disziplin. 2021 startete er bei den Olympischen Spielen in Tokio: Im Keirin belegte er Platz sieben und im Sprint Platz neun.

## Erfolge
2014
- Asienmeister – Keirin
- Asienmeisterschaft – 1000-Meter-Zeitfahren
- Japanischer Meister – 1000-Meter-Zeitfahren

2017
- Bahnrad-Weltcup in Santiago de Chile – Keirin
- Asienmeister – Keirin
- Asienmeisterschaft – Sprint

2018
- Weltcup in Saint-Quentin-en-Yvelines – Keirin

2019
- Asienmeister – Keirin

2019/20
- Asienmeister – Keirin
- Asienmeisterschaft – Sprint

2020
- Weltmeisterschaft – Keirin